# Кармацкий, Владимир Дмитриевич
Влади́мир Дми́триевич Карма́цкий (5 января 1924 — 8 марта 2008) — советский офицер, в годы Великой Отечественной войны — гвардии лейтенант, командир роты 10-го гвардейского стрелкового полка 6-й гвардейской стрелковой дивизии 17-го гвардейского стрелкового корпуса 13-й армии Центрального фронта; Герой Советского Союза (1944), гвардии полковник.

## Биография
В. Д. Кармацкий родился 5 января 1924 года в деревне Таловая (ныне Аромашевского района Тюменской области) в крестьянской семье. По национальности русский. Член КПСС с 1943 года. По окончании Ишимского педагогического училища в 1942 году работал учителем начальной школы в селе Овсово Аромашевского района.
В Красной Армии с августа 1942 года. Окончил Омское военное пехотное училище в 1943 году и с мая того же года участник боёв Великой Отечественной войны.
Гвардии лейтенант Кармацкий умело вёл боевые действия в наступлении с 27 августа по 29 сентября 1943 года. Рота под его командованием успешно форсировала Десну и Днепр, захватила важный опорный пункт гитлеровцев в селе Паришев в Чернобыльском районе Киевской области (ныне Иванковский район Украины) на подступах к реке Припять.
Указом Президиума Верховного Совета СССР «О присвоении звания Героя Советского Союза генералам, офицерскому, сержантскому и рядовому составу Красной Армии» от 15 января 1944 года за «образцовое выполнение боевых заданий командования по форсированию реки Днепр и проявленные при этом мужество и героизм» удостоен звания Героя Советского Союза с вручением ордена Ленина и медали «Золотая Звезда».
После войны Кармацкий продолжал службу в армии. В 1948 году окончил Военную академию имени М. В. Фрунзе. С 1981 года полковник Кармацкий — в запасе.
Жил в Москве. Являлся почётным гражданином города Чернобыля. Умер 8 марта 2008 года. Похоронен на Митинском кладбище Москвы.

## Награды
- Медаль «Золотая Звезда» Героя Советского Союза.
- Орден Ленина.
- Орден Красного Знамени.
- Орден Отечественной войны I степени.
- Орден «За службу Родине в Вооружённых Силах СССР» III степени.
- Медали, в том числе:
  - медаль «За победу над Германией в Великой Отечественной войне 1941—1945 гг.»;
  - юбилейная медаль «Двадцать лет Победы в Великой Отечественной войне 1941—1945 гг.»;
  - юбилейная медаль «Тридцать лет Победы в Великой Отечественной войне 1941—1945 гг.»;
  - юбилейная медаль «Сорок лет Победы в Великой Отечественной войне 1941—1945 гг.».